# 渡辺猛之
渡辺 猛之（わたなべ たけゆき、1968年4月18日 - ）は、日本の政治家。自由民主党所属の参議院議員（3期）。
国土交通副大臣兼内閣府副大臣兼復興副大臣、参議院自民党筆頭副幹事長、岐阜県議会議員（4期）、全国商工会連合会顧問、政治倫理の確立及び選挙制度に関する特別委員会理事、庶務関係小委員会委員長を歴任。
商工会の政治組織である全国商工政治連盟の組織内候補。

## 来歴
岐阜県加茂郡八百津町生まれ。製材屋の長男として生まれる。
岐阜県立加茂高等学校、名古屋大学経済学部卒業。大学卒業後1992年、財団法人松下政経塾に入塾（13期生）する。
1995年4月、岐阜県議会議員選挙に出馬し、26歳で初当選。
以後通算4期当選。県議会では在任中は、自民党岐阜県連副幹事長、岐阜県商工会青年部連合会会長、岐阜県商工政治連盟会長、県監査委員、県政自民クラブ幹事長を歴任する。
1998年、第18回参議院議員通常選挙に岐阜県選挙区から無所属で出馬。自民党岐阜県連の支援も受けたが落選。
1999年、再度岐阜県議選に出馬し当選。
2010年7月の第22回参議院議員通常選挙に自民党公認で岐阜県選挙区（改選数2）から立候補し、得票数1位で初当選した。民主党は現職の山下八洲夫と元自民党参議院議員秘書の小見山幸治の2人を擁立したが、小見山が当選した。渡辺は全国商工政治連盟の組織代表議員である。
岐阜県選挙区は2013年の参院選から改選数が「2」から「1」に減った。2016年5月12日、民進党、日本共産党、社民党は現職の小見山を野党統一候補として擁立することを決定。同年7月の第24回参議院議員通常選挙で小見山を破り再選。同年9月、参議院農林水産委員長に就任。
2018年、参議院政治倫理の確立及び選挙制度に関する特別委員長に就任。
2021年4月、静岡県知事選挙に出馬を表明し後に議員辞職した岩井茂樹に代わり、菅義偉内閣の国土交通副大臣（防災・減災、地域公共交通、国土政策、鉄道、自動車、観光等の担当）に就任。同年10月6日の第1次岸田内閣で国土交通副大臣（道路、航空、港湾、観光、海上保安庁などを担当）に再任。
2022年7月の第26回参議院議員通常選挙で、国民民主党の丹野みどり、共産党の三尾圭司ら4候補を大差で破り3選。同参院選では立憲民主党、国民民主党、連合岐阜の3者の間で調整が進まず、共産党が独自に党西濃地区委員の三尾の擁立を決定していた。
2024年10月、翌年の岐阜県知事選挙への立候補を表明したが、11月9日には立候補を断念した。理由として第50回衆議院議員総選挙での自民党の議席減を挙げ、「貴重な与党の議席である参議院の席を、今は離れるべきではないという決断をした」と述べた。

## 政策・主張

### 憲法
- 憲法改正について、2022年のNHK、毎日新聞社のアンケートで「賛成」と回答[16][17]。
- 9条改憲について、2022年の毎日新聞社のアンケートで「改正して、自衛隊の存在を明記すべきだ」と回答[17]。9条への自衛隊の明記について、2022年のNHKのアンケートで「賛成」と回答[16]。
- 憲法を改正し緊急事態条項を設けることについて、2022年のNHKのアンケートで「賛成」と回答[16]。

### 外交・安全保障
- 敵基地攻撃能力を持つことについて、2022年のNHKのアンケートで「賛成」と回答[16]。
- 普天間基地の辺野古移設について、2022年の毎日新聞社のアンケートで「賛成」と回答[17]。
- ロシアは2022年2月24日、ウクライナへの全面的な軍事侵攻を開始した[18]。日本政府が行ったロシアに対する制裁措置についてどう考えるかとの問いに対し、2022年のNHKのアンケートで「さらに強めるべきだ」と回答[16]。同年の毎日新聞社のアンケートで「制裁をより強めるべきだ」と回答[17]。
- 2022年6月7日、政府は経済財政運営の指針「骨太方針」を閣議決定した。NATO加盟国が国防費の目標としている「GDP比2％以上」が例示され、防衛力を5年以内に抜本的に強化する方針が明記された[19]。「防衛費を今後どうしていくべきだと考えるか」との問いに対し、2022年のNHKのアンケートで「ある程度増やすべき」と回答[16]。
- 徴用工訴訟問題や慰安婦問題などをめぐり日韓の対立が続くなか、関係改善についてどう考えるかとの問いに対し、2022年の毎日新聞社のアンケートで「韓国政府がより譲歩すべきだ」と回答[17]。

### ジェンダー
- 選択的夫婦別姓制度の導入について、2010年のアンケートで「反対」と回答[20]。2022年のNHKのアンケートで回答しなかった[16]。同年の毎日新聞社のアンケートで、選択肢以外の回答をした[17]。
- 同性婚を可能とする法改正について、2022年のNHK、毎日新聞社のアンケートで「反対」と回答[16][17]。
- クオータ制の導入について、2022年のNHKのアンケートで「どちらかと言えば反対」と回答[16]。

### 中小企業・小規模事業者の海外市場参入支援
- 2015年予算委員会にて中小企業・小規模事業者が環太平洋パートナーシップ協定（TPP）をチャンスにできるための後押しとして「中小企業・小規模事業者にとって一番身近な商工会や商工会議所が海外展開戦略を理解し、相談窓口になれる仕組みを作ってほしい」と述べた[21]。
- 2016年の予算委員会にて「TPPで海外進出を目指したり新たな販路開拓をしようとする中小企業・小規模事業者の皆さんには、どのような商品を求めている、どれくらいのマーケットがどこに存在しているという的確な情報を届けるマーケティングの専門家が必要である」と述べ、専門の支援機関が必要不可欠であると指摘。また、支援のために商工会や商工会議所の人員不足を訴えた[22]。

### 中山間地域・過疎地域の維持・向上
- 2014年予算委員会にて、渡辺は「公共事業というのは経済波及効果があると考え、建設事業と維持管理業を両立していかなければいけない」との考えを述べる。さらに、"これからの公共事業は新規建設事業は全て諦めてもう維持管理に徹底していくべきじゃないか”、という議論に真っ向から反対させていただきたいと述べる。またインフラ整備財源の確保条件として、以下2点を挙げた。
  - 人口減少社会を迎える現実を踏まえ、すべてのインフラの更新を図っていくのではなくて、維持更新すべきインフラとそうでないものをはっきり分けてコンパクトな街づくりをする。
  - 予算があるから消化するというような本末転倒の無駄遣いに陥らないチェック機能を持たせること。
- 中山間地域における林業が産業として成り立つためには、何十年もかけて育った木材がまずは建築材として正しい価格で取引されることが大前提であると指摘した。林業が永続的な雇用を生み出すためには、省庁横断的に取り組む必要があると指摘した。
- 林業における新素材セルロースナノファイバーについて渡辺は「農水省あるいは経産省、環境省等、関係する省庁の連携を深め、日本の木材関係業界に元気が出てくるようお力をお願いしたい」と述べた。
- 「大都市に集中する人口が地方に分散されることによって100％解消とはいかなくても、この待機児童問題も少しは解消できるのではないかな」と見解を述べた[23]

### その他
- アベノミクスについて、2022年の毎日新聞社のアンケートで「当面は継続すべきだ」と回答[17]。
- 「原子力発電への依存度を今後どうするべきか」との問題提起に対し、2022年のNHKのアンケートで「下げるべき」と回答[16]。
- 国会議員の被選挙権年齢の引き下げについて、2022年の毎日新聞社のアンケートで「賛成」と回答[17]。
- 2016年の米国大統領選挙について「ドナルド・トランプとヒラリー・クリントンのどちらを支持するか」との問いに対し、2016年の毎日新聞社のアンケートで「どちらとも言えない」と回答[24]。
- 2016年2月8日、高市早苗法務大臣は、放送局が政治的公平性を欠く放送を繰り返した場合、電波法に基づき電波停止を命じる可能性に言及した[25]。安倍晋三首相は2月15日の衆議院予算委員会で野党の批判に反論し、高市の発言を擁護した[26]。政府の姿勢をどう思うかとの問いに対し、2016年の毎日新聞社のアンケートで、選択肢以外の回答をした[24]。
- 2014年6月20日に可決された小規模企業振興基本法[27]の成立に、全国商工政治連盟の組織代表議員である松村祥史、宮本周司らとともに尽力したと言われている[28]。

## 不祥事

### 迂回献金問題
2013年、渡辺自身が代表を務める政党支部を通して70万円を自身の資金管理団体などに寄付し、税の優遇を受けていたことが判明した。

## 所属団体・議員連盟
- 日本ウイグル国会議員連盟
- 小規模企業を支援する参議院の会[30]
- 自民党農村基盤整備議員連盟[30]
- 自民党森林整備・治山事業促進議員連盟[30]
- 自民党公共工事品質確保に関する議員連盟[30]
- 自民党下水道事業促進議員連盟[30]
- 日本・リトアニア友好議員連盟[30]
- 自民党たばこ議員連盟[31]
- 日本会議国会議員懇談会[32]
- 神道政治連盟国会議員懇談会[32]
- TPP交渉における国益を守り抜く会

## 支援団体
- 全国たばこ販売政治連盟（2022年参院選組織推薦候補者）[33]

## 選挙歴
| 当落 | 選挙                     | 執行日         | 年齢 | 選挙区       | 政党       | 得票数     | 得票率 | 定数 | 得票順位 /候補者数 | 政党内比例順位 /政党当選者数 |
| ---- | ------------------------ | -------------- | ---- | ------------ | ---------- | ---------- | ------ | ---- | ------------------ | ---------------------------- |
| 当   | 1995年岐阜県議会議員選挙 | 1995年4月9日   | 26   | 加茂郡選挙区 | ーー       | ーー票     | ーー   |      | /                  | /                            |
| 落   | 第18回参議院議員通常選挙 | 1998年07月12日 | 30   | 岐阜県選挙区 | 無所属     | 20万689票  | 19.61% | 2    | 3/6                | /                            |
| 当   | 1999年岐阜県議会議員選挙 | 1999年4月11日  | 30   | 加茂郡選挙区 | ーー       | ーー票     | ーー   |      | /                  | /                            |
| 当   | 2003年岐阜県議会議員選挙 | 2003年4月13日  | 34   | 加茂郡選挙区 | ーー       | ーー票     | ーー   |      | /                  | /                            |
| 当   | 2007年岐阜県議会議員選挙 | 2007年4月8日   | 38   | 加茂郡選挙区 | 自由民主党 | ーー票     | ーー   | 1    | /1                 | /                            |
| 当   | 第22回参議院議員通常選挙 | 2010年07月11日 | 42   | 岐阜県選挙区 | 自由民主党 | 42万5594票 | 44.00% | 2    | 1/5                | /                            |
| 当   | 第24回参議院議員通常選挙 | 2016年07月10日 | 48   | 岐阜県選挙区 | 自由民主党 | 53万1412票 | 55.78% | 1    | 1/3                | /                            |
| 当   | 第26回参議院議員通常選挙 | 2022年07月10日 | 54   | 岐阜県選挙区 | 自由民主党 | 45万2085票 | 52.81% | 1    | 1/5                | /                            |